# Brunneria subaptera
Brunneria subaptera es una especie de mantis de la familia Coptopterygidae.

## Distribución geográfica
Se encuentra en Argentina, Uruguay, Bolivia, Brasil,  Paraguay y Venezuela.